# Muscle Museum
«Muscle Museum» es el tercer sencillo de la banda inglesa de rock alternativo Muse. También es el tercero de su álbum debut Showbiz. Fue publicado originalmente en el Reino Unido el 22 de noviembre de 1999 en formato CD y vinilo de 7". Tuvo un segundo lanzamiento el 9 de octubre de 2000. La versión original del sencillo alcanzó el número 43 en la lista de sencillos del Reino Unido. En octubre de 2000, su reedición con versiones remezcladas logró mejorar su anterior ubicación alojándose en el número 25.
El título de la canción está formado por las dos palabras que se encuentran por encima y por debajo de "muse" en la mayoría de los diccionarios en inglés.

## Composición
La canción esta en el tono de F#m. 
Comienza con una línea de bajo y a los pocos segundos entran la batería y la guitarra, la cual lleva una melodía muy reconocible en la pieza.
En una parte de la canción, (cuando dice: And i'll do it on my own) la voz de Matt Bellamy suena distorsionada como en otras canciones como "Plug in Baby", "Knights of Cydonia" o "Survival", sonando incluso como si fuera un solo de guitarra eléctrica en los segundos posteriores. Esto se debe a que, originalmente la línea era un solo de guitarra, pero Matt falló un acorde, así que decidió cantar el solo directamente a través de un amplificador Marshall.
En palabras de Matt, la canción trata «sobre cómo la gente realmente no se enfrenta a sus emociones internas la mayor parte del tiempo, y simplemente continúan con su vida mundana». En este sentido, la canción trata sobre la idea freudiana del conflicto interno entre lo que único desea y su subconsciente. «Es cómo a veces un elemento de tu ser no permitirá que algo suceda. Por ejemplo, digamos que tu cuerpo quiere tener sexo con una chica, pero tu mente te recuerda que tienes novia. Es ese conflicto interno»
Al igual que otros temas de Showbiz (1999) y Origin of Symmetry (2001), Matt fue influenciado por la cibercultura del momento y por la creencia de que, en un futuro, la mente y el cuerpo se separarán y pasaremos a vivir únicamente en Internet.

## Video
En el video musical se puede ver a varias personas de una localidad en situaciones lamentables que presentan dolor, ya sea por una muerte, algún tipo de insuficiencia y demás. Aparte de eso, se intercalan escenas en las que se ve a Muse interpretado la canción.
El video original tiene unas escenas censuradas en las que se ve a una mujer desnuda en una cama, o a otra mujer ahogándose y a una mujer más en el baño.

## Lista de canciones
Todas las canciones escritas y compuestas por Matthew Bellamy. 
| CD1 |                                         |          |  |
| N.º | Título                                  | Duración |  |
| 1.  | «Muscle Museum»                         | 4:22     |  |
| 2.  | «Do We Need This»                       | 4:17     |  |
| 3.  | «Muscle Museum» (en directo y acústico) | 4:45     |  |

| CD2 |                                       |          |  |
| N.º | Título                                | Duración |  |
| 1.  | «Muscle Museum» (Full length version) | 5:23     |  |
| 2.  | «Pink Ego Box»                        | 3:30     |  |
| 3.  | «Con-Science»                         | 4:45     |  |

| Vinilo de 7" |                 |          |  |
| N.º          | Título          | Duración |  |
| 1.           | «Muscle Museum» | 4:22     |  |
| 2.           | «Minimum»       | 2:42     |  |

| Publicación alemana |                                       |          |  |
| N.º                 | Título                                | Duración |  |
| 1.                  | «Muscle Museum» (radio edit)          | 3:58     |  |
| 2.                  | «Overdue»                             | 2:26     |  |
| 3.                  | «Jimmy Kane»                          | 3:28     |  |
| 4.                  | «Muscle Museum» (Full length version) | 5:23     |  |

| Relanzamiento de 2000 - CD1 |                                       |          |  |
| N.º                         | Título                                | Duración |  |
| 1.                          | «Muscle Museum» (US mix)              | 4:22     |  |
| 2.                          | «Agitated» (en directo)               |          |  |
| 3.                          | «Sunburn» (Timo Maas Sunstroke Remix) | 6:24     |  |
| 4.                          | «Muscle Museum» (video en directo)    |          |  |

| Relanzamiento de 2000 - CD2 |                                 |          |  |
| N.º                         | Título                          | Duración |  |
| 1.                          | «Muscle Museum» (US mix)        | 4:22     |  |
| 2.                          | «Sober» (Saint US mix)          |          |  |
| 3.                          | «Muscle Museum» (Soulwax Remix) | 3:44     |  |

| Relanzamiento de 2000 - Vinilo de 7" |                          |          |  |
| N.º                                  | Título                   | Duración |  |
| 1.                                   | «Muscle Museum» (US mix) | 4:22     |  |
| 2.                                   | «Escape» (en directo)    |          |  |